# Ephippianthus
Ephippianthus es un género de orquídeas de hábito terrestre. Tiene dos especies. Es originario de Rusia oriental hasta Japón.

## Características
Se encuentra en Siberia, este de  Rusia y Japón como una especie de orquídea diminuta que prefiere el clima fresco o frío, siendo su hábito terrestre. Florece en una inflorescencia erecta en verano.

## Taxonomía
El género fue descrito por Heinrich Gustav Reichenbach y publicado en Flora 51: 33. 1868.

## Especies
- Ephippianthus sachalinensis
- Ephippianthus sawadanus